# Steyr 120
Steyr 120 Super, Steyr 125 Super, Steyr 220 (ˈʃta‿eɐ) — серия среднеразмерных автомобилей, производимых австрийской фирмой Steyr-Daimler-Puch с 1935 по 1941 год. Автомобили, разработанные техническим директором Карлом Эншке (1899—1969) и изготовленные компанией Gläser-Karosserie в Дрездене, отличались обтекаемостью кузова в стиле Стримлайн Модерн. Конструкция имела близкое сходство с меньшим Steyr 100.

## Steyr 120/125 Super

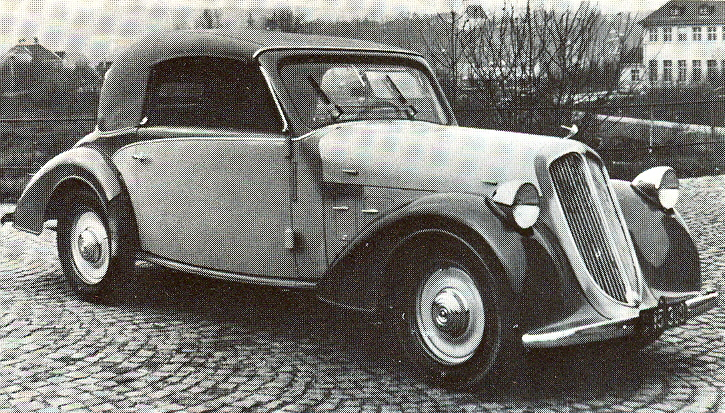
Steyr 120 Супер кабриолет (1935)

Серия автомобилей Steyr 120 была оснащена рядными шестицилиндровыми двигателями (в отличие от четырёхцилиндровых двигателей Steyr 100) и четырёхступенчатой коробкой передач. Передняя подвеска была независимой на поперечной рессоре, а задняя — на двух четвертьэллиптических рессорах. Кузов седан оснащался заднепетельными дверьми, что позволило избавиться от поперечной стойки между дверьми. К 1936 году в общей сложности было произведено 1200 Steyr 120 Super.
Изменения введенные в 1936 году включали в себя более широкую колесную базу и увеличенный двигатель (мощность двигателя составляла 50 л. с.). Модель продавалась в качестве 125 Super, в основном в Германии. Модель предлагалась до 1937 года и было выпущено только 200 единиц.

## Steyr 220

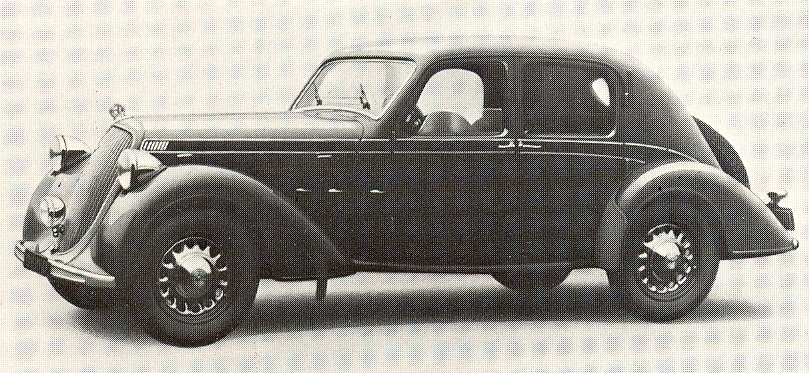
Steyr 220 Седан (1937)

В 1937 году неизменный кузов был оборудован большим двигателем и был назван Steyr 220. Он был доступен в четырёх вариантах кузова (лимузин на пять пассажиров, кабриолет на пять пассажиров, и две версии кабриолета с кузовом Глейзер.
Все модели получили рядный шестицилиндровый двигатель в паре с механической четырёх-ступенчатой коробкой передач. Диаметр цилиндров был увеличен до 73 мм (2,9 дюйма), увеличив мощность двигателя до 55 л. с. (41 кВт) и Рабочий объём до 2260 см³, или 2,3 литра. Учитывая легкий и прочный кузов автомобиля с независимой подвеской каждого колеса, динамика и управляемость была исключительной для тех дней. Этa популярная модель производилась до 1941 года, и было построено 5900 единиц.
Во время Второй Мировой войны эта модель, особенно в версии кабриолет производилась в первую очередь для командиров и офицеров высокого ранга Нацистской Германии. Steyr 220, с более мощным 2,3-литровым двигателем использовался для побега из концентрационного лагеря Освенцим 20 июня 1942 года. Автомобиль ошибочно приписывается лично коменданту лагеря. Беглецы: Казимеж Пеховский, Станислав Густав Ястер, Юзеф Лемпарт и Эугениуш Бендера, переодетые в мундиры СС и вооружённые, выехали прямо из главных ворот лагеря. Беглецы не были пойманы.

## Steyr 220 Gläser

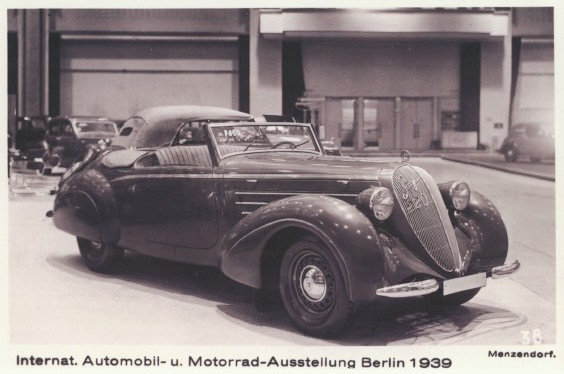
Steyr 220 Gläser Roadster, Berlin Motorshow 1939

С 1937 по 1941 год Steyr построил в общей сложности около 5900 моделей серии 220, но только шесть из них — в кузове Gläser. Дизайн автомобиля подвергся влиянию стиля Ар-деко Стримлайн Модерн, что особенно отразилось в обтекаемой конструкции передних крыльев и в форме заглушек задних крыльев. Опадающая хромированная боковая линия использовалась для передачи ощущения скорости, даже когда Gläser родстер был неподвижен. Из оригинальных шести автомобилей три были уничтожены во время Второй Мировой войны. В 2011 году один из двух сохранившихся автомобилей был приобретён и восстановлен американским частным коллекционером Питером Бойлом. В 2012 году этот автомобиль 1938 года выпуска удостоился награды на выставке Pebble Beach Concours d'Elegance, а в 2013 был назван лучшим на выставке Pinehurst Concours d’Elegance.

## Галерея

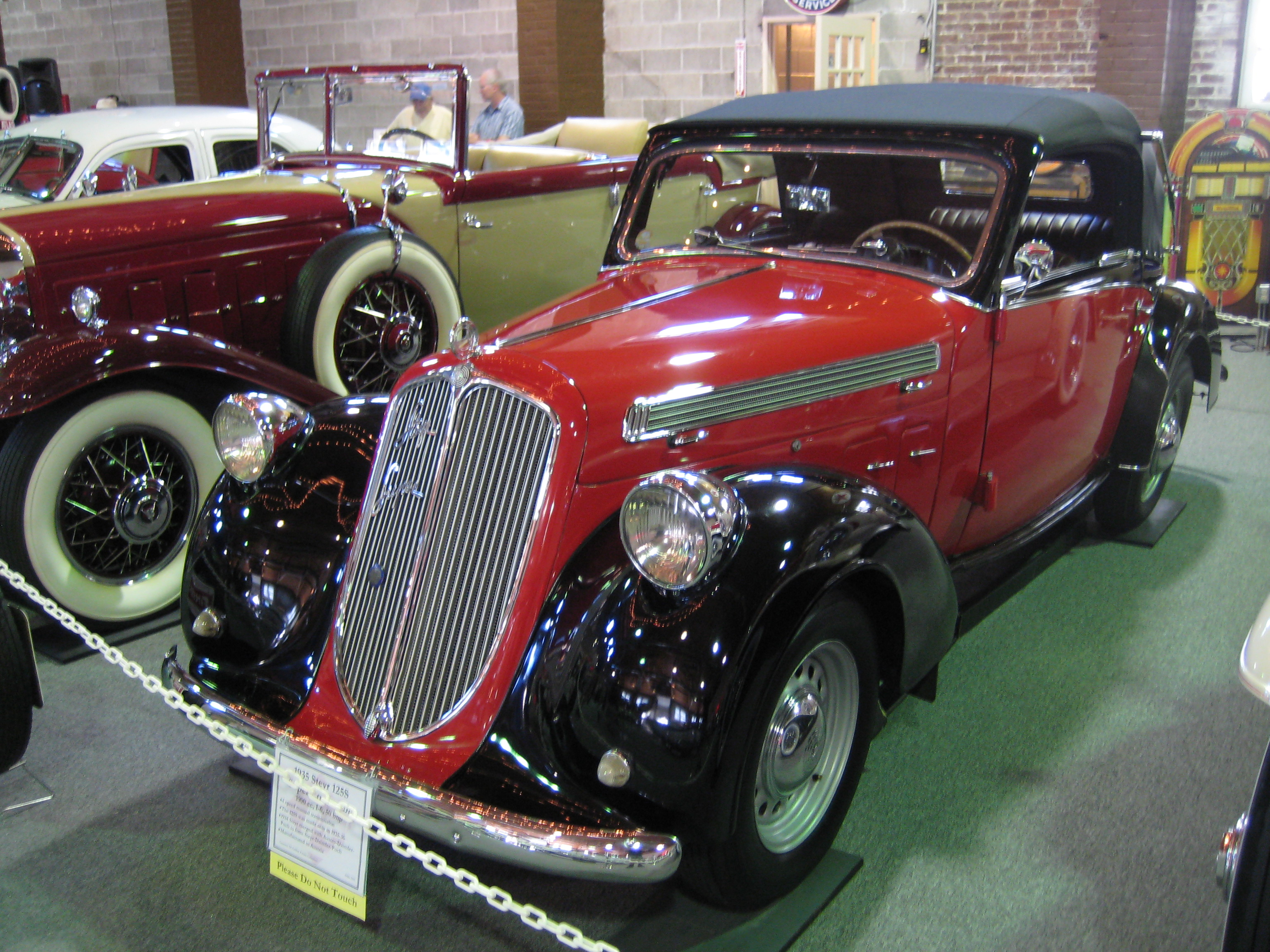
Steyr 125S (1935)
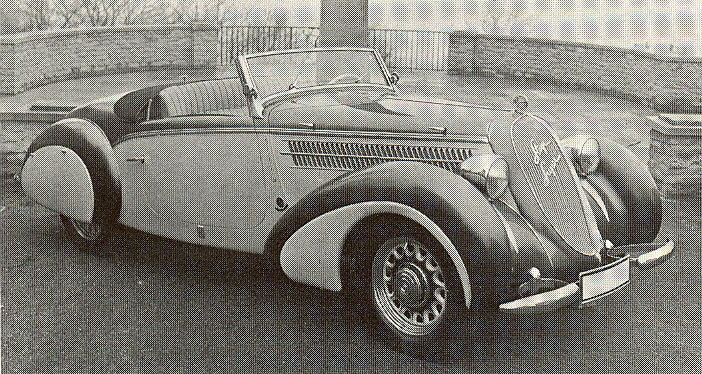
Steyr 125 двухместный суперспорт (1936)
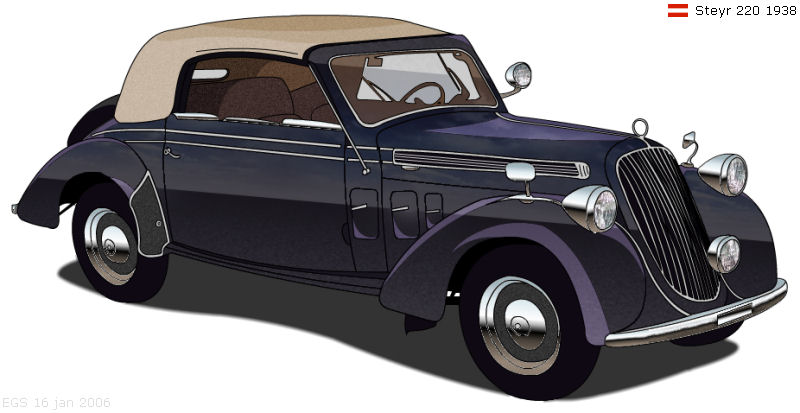
Steyr 220 кабриолет (1938)
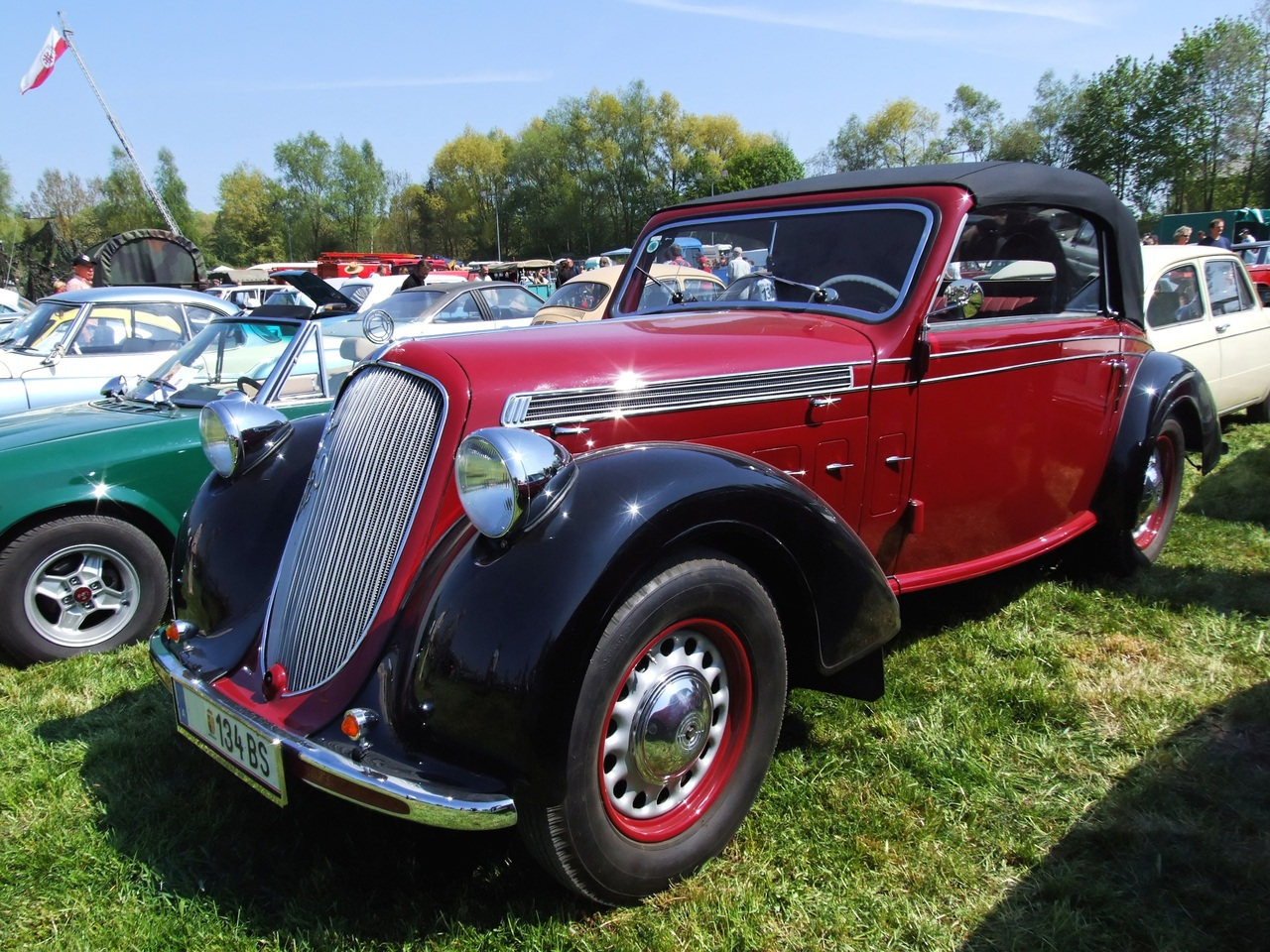
Steyr 220
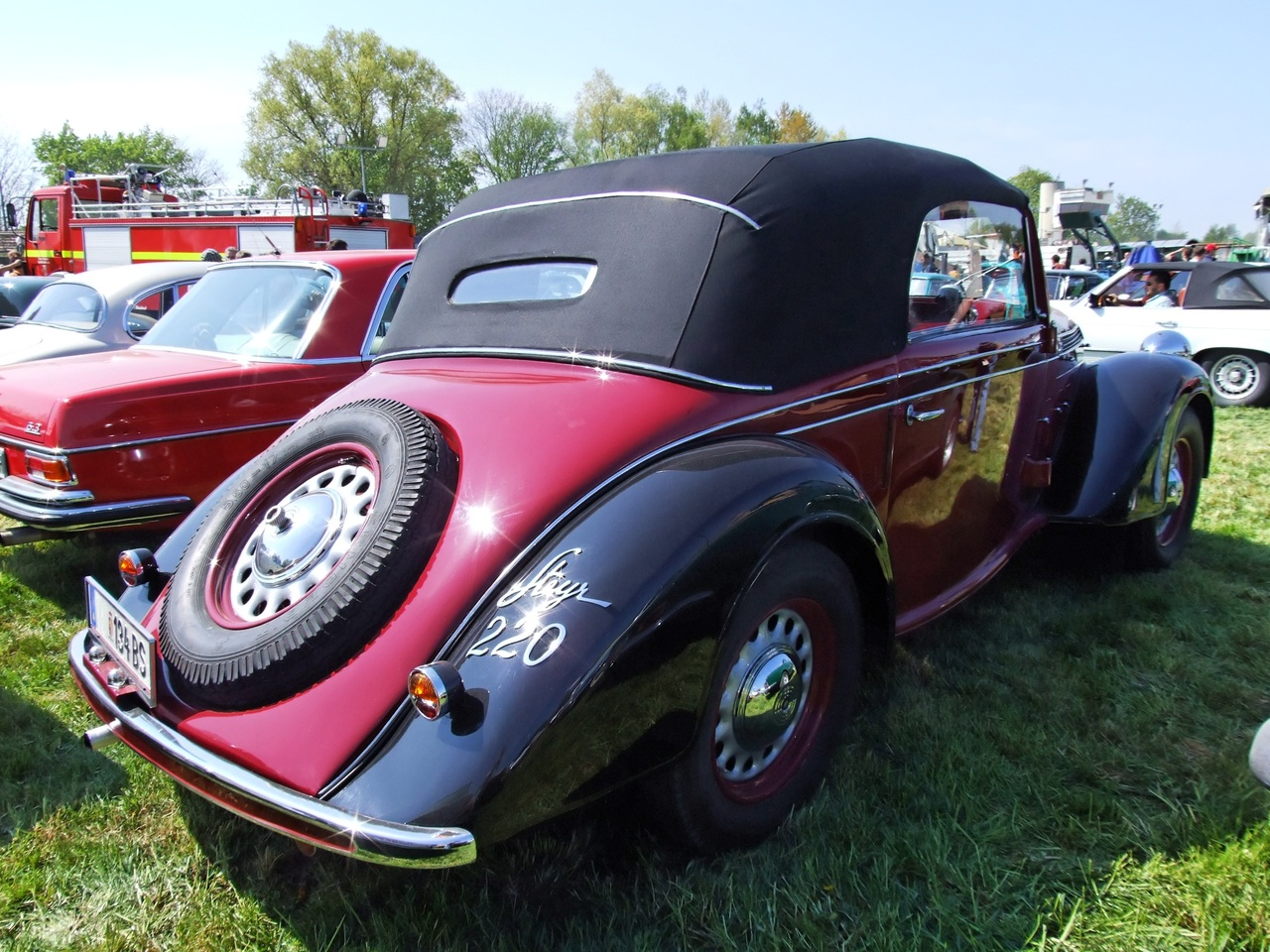
Steyr 220
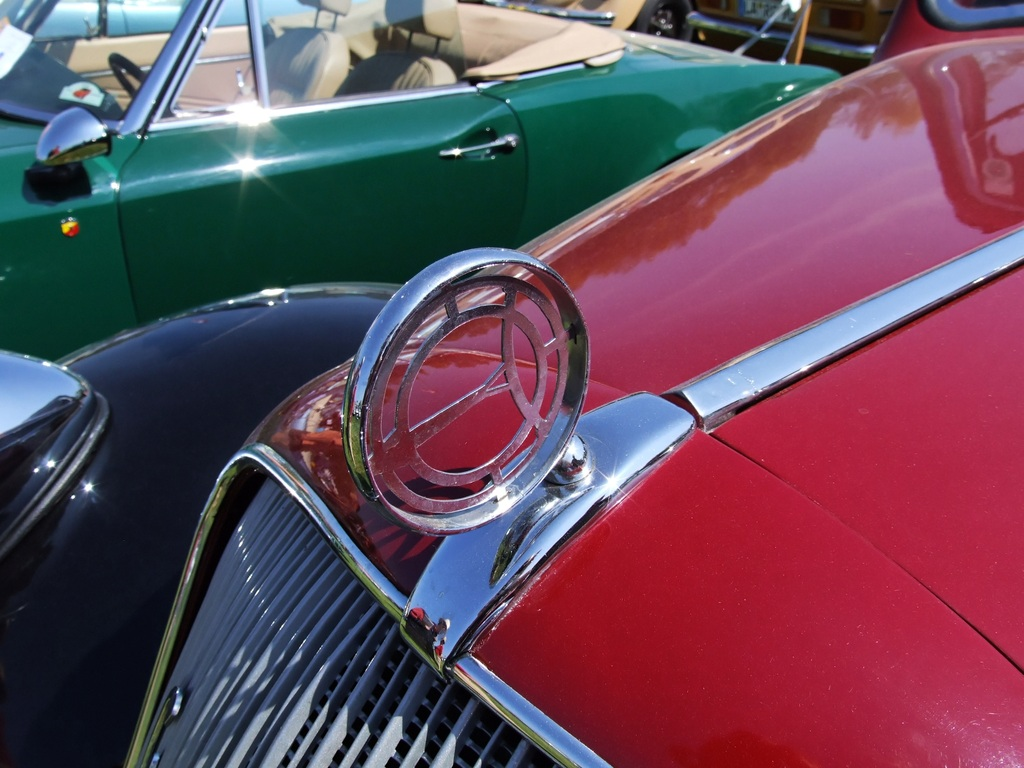
Steyr 220
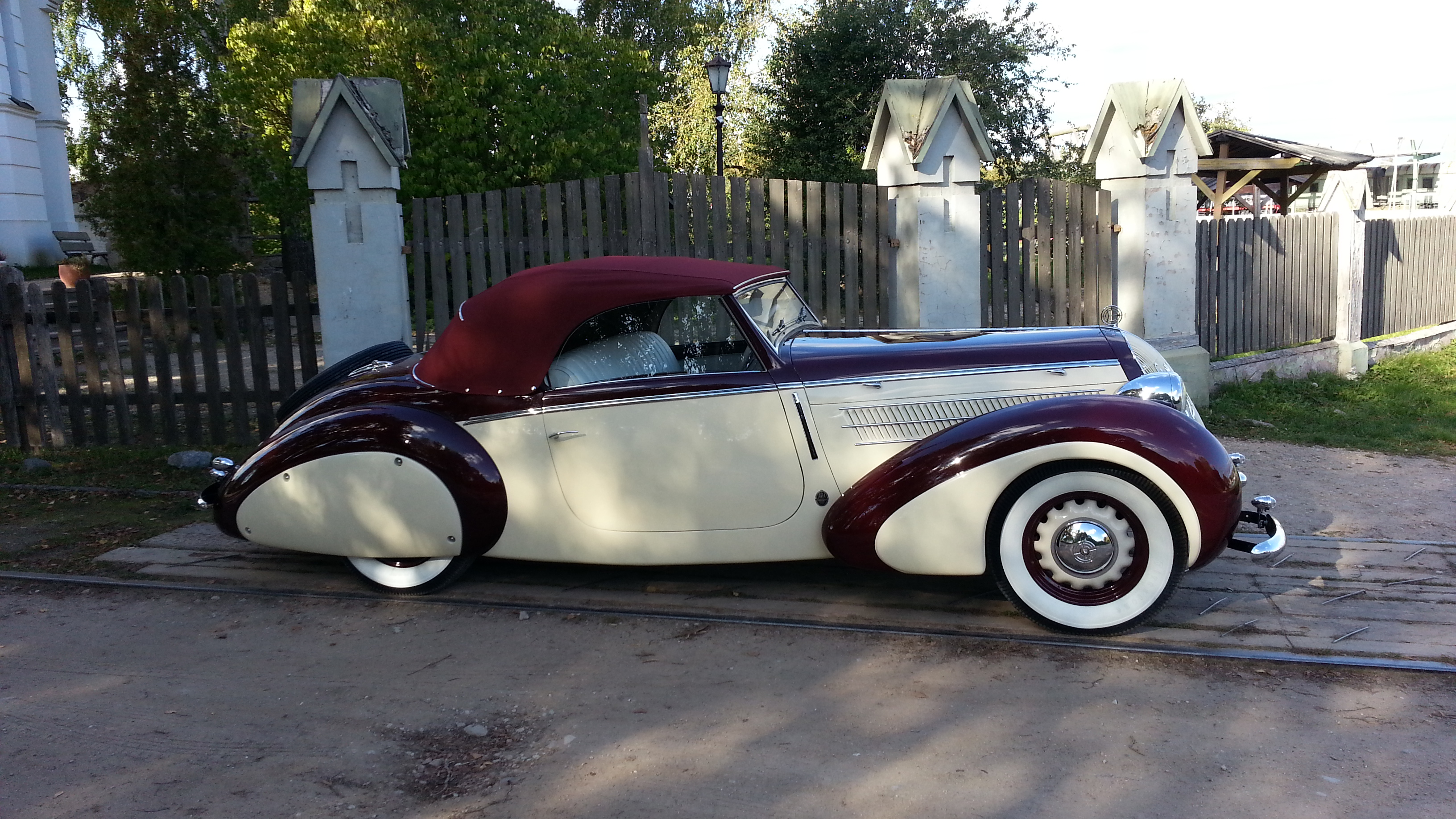
Steyr 220 Gläser Roadster (1939)